# Tim White-Sobieski
Tim White-Sobieski (Warschau, 1961) is een Amerikaanse video- en multimedia-installatiekunstenaar, filmregisseur en cameraman werkzaam in New York en Berlijn. White-Sobieski volgde een opleiding tot architect en wijdt zich aan de beeldende kunst en filmkunst, waarbij zijn belangstelling uitgaat naar de schilderkunst, beeldhouwkunst, fotografie, videokunst en video- en lichtinstallaties. Hij heeft zich toegelegd op de productie van onder meer speelfilms en korte films, alsook de multimediakunst, waarbij hij nieuwe methoden ontwikkelde in de licht- en videotechniek. Ook is hij actief als curator en schrijft hij voor verschillende publicaties onderzoeksartikelen over multimedia.

## Levensloop en carrière
Tim White-Sobieski is geboren in 1961 in Warschau in Polen. Aan het begin van de jaren 90 emigreerde hij naar de Verenigde Staten. Voordat hij begon aan een carrière in de kunstwereld studeerde hij aan de New York University en Parsons School of Design. Op het moment woont en werkt hij in New York en Berlijn.

## Werkanalyse
Tim White-Sobieski begon met exposeren in New York in het begin van de jaren 90 met zijn "Blue Paintings " projecten; dit beïnvloedde zijn toekomstige oeuvre en vormde hiervoor de esthetische basis dat terug te zien is in foto- en videoprojecten zoals Presence, Runner en Queen Mary. De nadruk die hij in zijn schilderijen legde op de rol van het onderbewustzijn had affiniteit met het visuele abstractionisme en het literaire existentialisme.
Veel van zijn werk komt vanuit de ervaring van mensen en onze relatie tot onszelf en het universum en door te kijken naar het kleine aandeel dat wij hebben, worden de energetische correlaties tussen licht, geest en het zelf geanalyseerd. Ook komt een groot deel van het werk voort uit de inspiratie die de kunstenaar kreeg vanuit literair werk en hij heeft in zijn installaties vaak gebruikgemaakt van belangrijke personen uit de Amerikaanse literatuur. Schrijvers waaronder Walt Whitman, John Steinbeck, John Updike, Kurt Vonnegut, J.D. Salinger, William Faulkner en Robert Penn Warren zijn allemaal permanent aanwezig in het oeuvre van Tim White-Sobieski.

### Muziek en geluid in de projecten
Als we op muzikaal gebied kijken, zien we dat White-Sobieski het grootste deel van zijn eigen film en video soundtracks componeert, maar dat hij ook gebruikmaakt van het werk van zijn tijdgenoten, zoals Brian Eno, David Byrne, Robert Fripp, Pierre Schaeffer, Pierre Boulez en Steve Reich evenals klassieke meesters als Henry Purcell, Giovanni Battista Pergolesi en Johann Sebastian Bach.

### Belangrijke kunstopdrachten
In 2005 werd White-Sobieski gevraagd, naast de kunstenaars James Turrell en Olafur Eliasson, om een kunstwerk te maken voor de nieuwe Louis Vuitton Flagschip winkel op de Champs-Élysées in Parijs. Het project bestond uit een geprogrammeerde glasvezel videomuur van 24-meter, welke op dat moment over de hele wereld gezien uniek was in zijn soort en formaat. Er werd nog een kolossale videomuur geïnstalleerd in het Petit Palais om de lancering te vieren. Het was een unieke samenwerking van de drie kunstenaars. In 2006 vroeg de Louis Vuitton Company Tim White-Sobieski opnieuw, om mee te werken aan een expositie met de titel "'Iconen'" (Icones); een interpretatie van de iconische logotassen. Andere kunstenaars die meewerkten waren: Marc Jacobs, Zaha Hadid, Ugo Rondinone, Sylvie Fleury, Shigeru Ban, Robert Wilson en Andrée Putman.
In 2008 creëerde en ontwierp White-Sobieski een video-installatie voor een videomuur met 144 gesynchroniseerde verticale lcd-schermen voor Gimpo International Airport in Seoul, Korea. Het project had als titel: Water en Aarde en had als doel het uitdragen van de universele elementen die het gevoel van vliegen ontraadselen. De kunstenaar ontwikkelde nieuwe methodes voor het besturen en vertonen van video met als doel het integreren van bewegend beeld in de architectuur, op en in verschillende vormen en materialen.

### Oeuvre
Het oeuvre aan kunstwerken van de kunstenaar bestaat momenteel uit meer dan 60 projecten, waarvan het overgrote deel bestaat uit gesynchroniseerde video installaties en op zichzelf staande filmtheaterpresentaties. Andere belangrijke media die gebruikt zijn in de projecten zijn: lichtinstallaties (15 projecten), fotografie (8 series), beeldhouwwerken en licht beeldhouwwerkinstallaties (4 projecten) en schilderijen en lithografie (4 projecten). Zijn installaties behoren toe aan de collecties van onder andere Museo Nacional Centro de Arte Reina Sofía, Madrid, Spanje; CGAC Santiago de Compostela, Spanje; Denver Art Museum, Domus Artium 2002, Salamanca, Spanje; Museum voor Moderne Kunst, Istanbul, Turkije; Museo de Bellas Artes, Santander, Spanje; Aena Foundation - FUNDACIÓN AENA, Madrid, Spanje; Stiftung kunst:raum Sylt Quelle, Duitsland; Nomas Foundation, Rom, Italien; og Kunstverein Wiesbaden, Duitsland.

## Werken

### Video Installaties

#### Bewegende Schilderijen/Bewegende Tekeningen (1993 – Nu)
In 1993 begon White-Sobieski te werken aan zijn projecten: “Bewegende Schilderijen” en “Bewegende Tekeningen”; een serie van beeldanimatie experimenten gedeeltelijk gebaseerd op de Vaktaal die gebruikt was in Macromedia applicaties. Dit was de periode waarin de kunstenaar muziekcompositie studeerde en hij interesseerde zich vooral in de muzikale stilte architectuur van John Cage.
Als reactie op het idee van Cage om door geluiden heen te kijken in plaats van er direct naar te kijken, creëerde White-Sobieski oneindige animaties van schilderijen en tekeningen die fungeerden als een schaduwleven van een kunstwerk, een “afbeelding in ontwikkeling”. White-Sobieski schreef het script om het gedrag van vormen, kleuren en afbeelding parameters in een videoframe op oneindige manieren te besturen (of anders in een digitale afbeelding); het grootste deel van het werk werd voltooid en geëxposeerd op verschillende locaties en velen hiervan lopen nog steeds. De hedendaagse experimentele muziek heeft nog steeds veel invloed op het werk van White-Sobieski en componisten als Pierre Schaeffer, Pierre Boulez, Steve Reich, Brian Eno, David Byrne, en Robert Fripp zijn allemaal opgedoken in zijn latere projecten.
Een van de meest succesvolle experimenten in het combineren van de animatie principes van “Bewegende Schilderijen” met real-time video bewerking/exporteer techniek was het project "I Repeat Myself When Under Stress,” 1999, tentoongesteld in New York, Chicago en Torino. Later werden deze zelfde methodes ontwikkeld in handmatig samengestelde films in het project “Terminal.” Bijna alle videoframes van deze serie waren handgetekend en, wanneer ze samengevoegd werden, veranderden ze in semi-abstracte bewegende composities. Deze projecten werden veelgeprezen tijdens de Prague Biënnale (2003), Lyon Biënnale (2003) en Bucharest Biënnale (2004).

#### Time of Adolescence Serie (1998–2006)
Het onderwerp genetisch geheugen en het oorlogsthema werden ook verwerkt in "Confession" (2000–2002), “Before They Were Beatles” (2004) en “Sweet Dreams” (2002). Na "Confession," begon hij aan een serie video’s met een visuele geheugenmeditatie en de stelling dat “het geheugen waarschijnlijk genetisch overgedragen is van generatie op generatie.” Terwijl "Confession" bestond uit een verhalende reeks met multi kanalen die ging over een nomadentweeling (als gespleten persoonlijkheid), bevatten de latere video’s van de kunstenaar ook migranten karakters in “Closer to Fall,” “Awakening,” “Route 17N,” en “The Sound and the Fury.”
In 2007 voltooide Tim White een serie van foto’s in groot formaat en een video met als titel “Awakening” en in 2008, als een uitbreiding van ditzelfde thema: “Route 17 North.” Het bijna repetitieve ritme van de serie creëert een verhalende logica terwijl de kunstenaar een beeld schetst van de Amerikaanse jeugd in het begin van de 21e eeuw in een postmoderne persiflage. Beide video’s en fotografieseries, van nature figuurlijk, tonen de invloed van literatuur en verhalende film op de kunstenaar.
In 2009 voltooide White-Sobieski zijn korte (20 min) meerdere kanalen film “The Sound and the Fury” aan de hand van het eerste deel van het boek van William Faulkner. De eerste versie van de film werd in Barcelona vertoond als “Seventh Heaven” (gebaseerd op de ondertitel van het literaire werk “April Seventh, 1928”). Uitgaande van “Deconstructed Reality” waarin de tijd niet opeenvolgend, maar simultaan verloopt, combineert White-Sobieski in “Seventh Heaven” incongruente elementen: semi-abstracte menselijke vormen worden bedekt door geometrische abstractie. Het werk van de artiest refereert aan het idee van de oorspronkelijke schrijver; Faulkner leende zijn titel van “Macbeth”: “Het is een verhaal dat verteld wordt door een idioot, vol van geluid en razernij zonder betekenis.” In zijn werk presenteert de artiest een videovertolking van de niet-lineaire, verwarrende tijdvisie van de hoofdpersoon.

#### Terminal Serie (2000-2005)
De "Terminal Serie" bestaat uit een serie video’s: "Terminal by Day (I)," "Terminal at Night (II)," "Terminal Dream (III)," "On the Wing (IV)," en "Terminal Heart (V)"). "Terminal (I)" ontstond meteen na de gebeurtenissen van 11 september in New York, waar de artiest middenin zat en ternauwernood aan ontsnapte. Deze tragische gebeurtenis had een grote impact op zijn creativiteit en artistieke visie. De jaren hierna werden beïnvloed door het posttraumatische gevoel van het leven in downtown Manhattan.

Naast zijn karakteristieke handgetekende composities in blauw en rood, markeerden deze video’s zijn betrokkenheid bij de omringende muziek van verschillende componisten waaronder Brian Eno, “frippertronics” van Robert Fripp en experimenten van John Cage. Tussen 2004 en 2006, creëerde Tim White-Sobieski verschillende abstracte figuurlijke videocomposities waaronder “New York City Suite,” “Vertigo,” en “Desire”. De kunstenaar ging richting de muziek visuele synthese, waarbij hij nieuwe methodes en algoritmes ontwikkelde om kleuren, ritmes en animaties tot stand te brengen die gebaseerd waren op geluidparameters en hij ontwikkelde nog meer ideeën die onderzocht werden in de “Bewegende Schilderijen” projecten.

#### Deconstructed Cities (2005-2014)
Tussen 2005 en 2014 creëerde White-Sobieski een reeks van films en afbeeldingen van afgebroken stadsgezichten waarbij hij de verschillen tussen design, schilderkunst, fotografie en architectuur elimineerde ("Deconstructed Reality," "Deconstructed Cities," ("London," 2007), ("Katrina," 2008), en New York City Suite). Het eerste stadsgerelateerde foto-videoproject, New York City Suite, werd in 2006 getoond in galerijen en musea. Daar onderzocht de artiest niet alleen de structuur van het landschap van New York; het stadsgezicht in beton, staal en glas, maar hij gaf ook een psychologisch portret van de inwoners van New York die hij op straat tegenkwam, niet van vrienden of beroemdheden. Deconstructed Reality, gebaseerd op afbeeldingen van een groot aantal hoofdsteden van over de hele wereld, volgde. Op een bijna existentiële wijze, toonde deze expositie foto’s die het gevoel overbrachten verloren te zijn in de chaos van de werkelijkheid, een wereld van logische tegenstellingen waar het leven elk moment afgebroken en verschoven kan worden. Dit project loopt nog en zal uiteindelijk foto’s van Parijs, Madrid, Shanghai, Tokyo en andere wereldsteden bevatten. Fragmenten van de werkelijkheid, flashbacks, gedachten, hoop, dromen en nostalgie onderwerpen materialisme in Deconstructed Reality.
"Vertigo"(2005) en "New York City Suite" werden aan de hand van dezelfde soort compositie principes gecreëerd als de voorgaande “Bewegende Tekeningen” projecten waarin de uiteindelijke videocompositie digitaal samengesteld werd uit honderden videoclips en digitale afbeeldingen uit de databank van de kunstenaar en uitgebracht werd op dvd (SD 16:9, PAL/NTSC). De projecten werden vervolgens vertoond in het Contemporary Art Museum Malaga en ARTIUM Centro-Museo Vasco de Arte Contemporáneo.

#### Nebulas And My Other Galaxies (2008-2011)
"Nebulas And My Other Galaxies" bevat “Lighthouse”, “Cold Forest”, “Garden of Stones”; “Nebulae” en “Light Circles” en werd vertoond in Duitsland, Engeland en Scandinavië. Deze installaties zijn opgebouwd uit door de computer gecodeerde oneindige lichtanimaties gebaseerd op LED. Hiernaast zijn de glasvezellichtprojecten “Lighthouse” en “Cold Forest” gemaakt van roestvrijstaal. De projecten “Light Circles” (2008) en “Garden of Stones” (2009) zijn gebaseerd op Seamless Multi-Kanaal HD Video technologie (© Tim White-Sobieski). Beide installaties behelzen 16-kanaal video Projecties, high-definition gesynchroniseerde video bronnen, aluminium en roestvrijstalen sculpturen, LED-glasvezel lichtobjecten en een lichtprogramma dat gesynchroniseerd loopt met video.
Een van de grootste en meest technisch geavanceerde projecten van de kunstenaar werd eerder aangevraagd door de LVMH/ Louis Vuitton groep in Parijs voor hun Flagship Store op de Champs-Élysées in Parijs welke in oktober 2005 haar deuren opende. Het is momenteel het grootste naadloze glasvezel veld: de video had een vier keer hogere resolutie dan HD. Kunstenaars James Turrell en Olafur Eliasson namen ook deel aan dit grote evenement waar zij hun eigen unieke stukken presenteerden.
Het grootste deel van White-Sobieski's werk, of het nu gaat om fotografie, video of beeldhouwen, wordt door critici omschreven als “schilderlijk.” De video’s “Presence” en “Runner” (beide uit 1998-1999) werden samengesteld uit beeldmateriaal uit documentaires over de Tweede Wereldoorlog. Door het omzetten van film in video en video in fotografie creëerde White-Sobieski een cultureel abstractieproces en bewees hij dat bemiddelingsprocessen potentieel oneindig zijn. Hoe verder hij terug ging in de tijd en ruimte van de historie, des te dichter hij kwam bij de psychologische “waarheid” van die gebeurtenis.[6] De composities van Tim White-Sobieski’s bemiddelen in de discussie die gestart is door Jean Baudrillard ("history survives its disappearance").

#### Huidig werk
Tim White-Sobieski heeft pas de productie van "Waiting For Godot – Waiting For God" (2015) voltooid; een volledige film en fotografie project ter ere van Samuel Beckett. Het project was opnieuw gerenderd als een 4-kanalen gesynchroniseerde video-installatie voor een museumtentoonstelling met de soundtrack van de kunstenaar en muziek van Henry Purcell en Giovanni Battista Pergolesi.
Honderd Jaar Eenzaamheid (Cien años de Soledad) naar het boek van Gabriel García Márquez is nu in productie en zal gepresenteerd worden als een 12-delige serie. Het project wordt in theaters en musea gelanceerd in 2016.

## Exposities

### Museumexposities
Tim White-Sobieski heeft grote solo-exposities gedaan in het Vejle Kunstmuseum, Vejle, Denemarken; CAC Centro de Arte Contemporáneo Malága, Spanje; Museo Centro de Arte de Salamanca, Domus Artium Spanje. Hiernaast heeft hij geëxposeerd in onder andere Akademie der Künste, Berlijn, Duitsland; Palais de Tokyo, (Museum van Moderne Kunst) Parijs, Frankrijk; Haus der Kulturen der Welt, Berlijn, Duitsland; Museo Nacional Centro de Arte Reina Sofía, Madrid, Spanje; Stenersen Museum, Oslo, Noorwegen; Prague Nationale Galerie, Praag, Tsjechië; |Nationaal Museum voor Moderne Kunst (MNAC), Boekarest, Roemenië.

## Collecties
Tim White-Sobieski's werk behoort toe aan de collecties van de Aena Stichting, Madrid; CITI Bank Collection, New York; Collectie van de Akademie der Künste, Berlijn; Collezione Foundation LA GAIA, Busca, Italië; Denver Art Museum, Denver; Fundación Rac (Rosón Arte Contemporáneo) Pontevedra, Spanje; ING Art Collection (Brussel-Amsterdam-Londen-New York); L’Oreal Collection, Parijs, Frankrijk; Louis Vuitton Foundation, Parijs; Museo de Bellas Artes de Santander, Santander, Spanje; Museo Nacional Centro de Arte Reina Sofía (MNCARS), Madrid; Museum voor Moderne Kunst CGAC, Santiago de Compostela; Museum voor Moderne Kunst Elgiz, Istanboel; Museum voor Moderne Kunst GAM, Turijn; Museum of Contemporary Photography, Chicago; New York Public Library, Print Collection, New York; The Miriam and Ira D. Wallach Division of Art, Prints and Photographs, New York en de UBS collectie voor Moderne Kunst, Bazel.

## Tentoonstellingen (selectie)
- 2014 Centro de Arte y Creación Industrial, Gijón, Spanje
- 2013 Die Hochschule für Bildende Künste Braunschweig, Duitsland
- 2013 Fundación Luis Seoane, A Coruña, Spanje
- 2013 Kunsthalle Detroit, MI, Verenigde Staten
- 2013 “If Walls Could Speak” - Foto´s uit de ING Collectie - Huize Frankendael, Amsterdam
- 2012 Palacio de Cristal, Madrid, Spanje
- 2012 Centro de Arte Alcobendas, Spanje
- 2012 Staat Kunstmuseum Vejle, Denemarken
- 2011 Stenersen Museum, Oslo, Noorwegen
- 2010 Museu Jose Malhoa, Caldas da Rainha, Portugal
- 2009 Museo de Arte de Puerto Rico, San Juan, Puerto Rico
- 2009 DA2 - Domus Artium 2002, Salamanca, Spanje
- 2009 El Centro Colombo Americano / Sede Centro, Bogota, Colombia
- 2008 Museum van Hedendaagse Kunst Elgiz, Istanbul, Turkije
- 2008 Museum Domus Artium DA2 - Salamanca, Spanje
- 2007 PhotoEspaña, Madrid, Spanje
- 2007 Galerie der Stadt Remscheid, Remscheid, Duitsland
- 2007 Biënnale de Lyon, Lyon, Frankrijk
- 2007 Nationale Galerie, Praag, Tsjechië
- 2007 Museum Domus Artium, Salamanca, Spanje
- 2006 Museo CAC, Centro de Arte Contemporáneo Malága, Spanje
- 2006 Museum van Hedendaagse Kunst Palais de Tokyo, Parijs, Frankrijk
- 2006 Kunstraum Sylt-Quelle, Rantum-Sylt, Duitsland
- 2006 Museum Wilhelm Hack, Ludwigshafen, Duitsland
- 2006 Espace Culturel Louis Vuitton, Parijs, Frankrijk
- 2006 Sammlung Falckenberg - Kulturstiftung, Hamburg, Duitsland
- 2006 Museum Domus Artium, Salamanca, Spanje
- 2006 Museum ARTIUM of Alava, Basque Centre, Vitoria-Gasteiz, Spanje
- 2006 Circolo Trentino per l'Architettura Contemporanea, Trento, Italië
- 2006 Caixa de Manlleu, Manlleu, Spanje
- 2006 Teatro Miela, Trieste, Italië
- 2005 LVMH/Louis Vuitton hoofdkwartier, Parijs, Frankrijk
- 2005 Contemporary Art Center de Almagro, Spanje
- 2005 Museum Auditorio de Galicia, Santiago de Compostela, Spanje
- 2005 Boekarest Biënnale, Roemenië
- 2005 Haus der Kulturen der Welt, Berlijn, Duitsland
- 2005 Nassauischer Kunstverein Wiesbaden, Duitsland
- 2005 National Museum van Hedendaagse Kunst MNAC, Boekarest, Roemenië
- 2004 Museo Centro de Arte de Salamanca, Domus Artium, Salamanca, Spanje
- 2004 Museo Nacional Centro de Arte Reina Sofía MNCARS, Madrid, Spanje
- 2004 Reinier van Ewijk Projects, Amsterdam
- 2004 Palazzo delle Papesse/ La Fattoria di Montepulciano, Siena, Italië
- 2004 Centro Andaluz de Arte Contemporanéo CAAC, Sevilla, Spanje
- 2004 Centro Municipal de las Artes de Alcorcon, Madrid, Spanje
- 2004 Museum Domus Artium DA2 Salamanca, Spanje
- 2003 Confession, Reinier van Ewijk Projects (voormalig Buro Empty), Amsterdam
- 2003 Museo de Bellas Artes de Santander, Spanje
- 2003 Museum CGAC, Centro Galego in Santiago de Compostela A Coruña, Spanje
- 2003 Akademie der Künste, Berlijn, Duitsland
- 2003 Praag Biënnale, Praag, Tsjechië
- 2003 Vestfossen Kunstlaboratorium, Vestfossen, Oslo, Noorwegen
- 2002 PhotoEspaña 2002, Madrid, Spanje
- 2001 Centro de Arte la Recova, Santa Cruz de Tenerife, Spanje
- 2001 Espacio Cultural El Tanque, Tenerife, Canarische Eilanden, Spanje